# Краљевство Енглеска
Краљевина Енглеска (енгл. Kingdom of England) назив је за државу за која је постојала на подручју северозападне Европе од 927. до 1707. На свом врхунцу Краљевина Енглеска је под својом влашћу држала две трећине Британије — подручје које одговара територији данашње Енглеске и Велса — као и оближња острва, не рачунајући мање прекоморске поседе и колоније успостављене у 16. и 17. веку.
Краљевина Енглеска своје порекло води од држава које су током Велике сеобе народа у 5. веку почели успостављати германски досељеници у Британију, међу којима су се највише истицали Англи, Саси и Јити, а који ће касније бити познати под заједничким именом Англосаксонци, односно преци данашњих Енглеза. Међу тим државама (касније познатим као хептархија) до краја 9. века највише је ојачао Весекс чији ће владари отпочети процес уједињења, довршен 927. године под краљем Етелстаном Сјајним. Године 1066. Енглеску су освојили Нормани чији се вођа, војвода Виљем Освајач, прогласио новим енглеским краљем, али и започео нова освајања, која су до 1283. под власт Краљевине Енглеске подвргле суседни Велс (који је задржао одређену аутономију, првенствено у правним питањима, све до 16. века). На северу је, пак, успостављена граница са Краљевином Шкотском.
Године 1603. под Џејмсом I, првим владаром династије Стјуарт, успостављена је персонална унија између Енглеске и Шкотске која ће се одржати следећи век, уз краћи прекид изазван револуцијом и успоставом републиканског Комонвелта под Кромвелом. Године 1707. парламенти Краљевине Енглеске и Краљевине Шкотске донели су Законе о Унији којима су те две, дотада засебне државе, спојене у унитарну државу под именом Уједињено Краљевство Велике Британије чији је владар била краљица Ана од Велике Британије.

## Територијалне поделе
Енглеске округе су основали Нормани, у већини случајева на основу ранијих области које су основали Англосаксонци. Они су престале да се користе за административне сврхе тек стварањем административних округа 1889. године.
За разлику од делимично самоуправних општина које су покривале урбана подручја, окрузи средњовековне Енглеске постојали су првенствено као средство за спровођење власти централне владе, омогућавајући монарсима да врше контролу над локалним областима преко својих изабраних представника – првобитно шерифа, а касније лорд-поручника – и њихови подређених мировних судија. Окрузи су у почетку коришћене за спровођење правде, прикупљање пореза и организацију војске, а касније за локалну управу и избор парламентарног представника. Неким периферним окрузима с времена на време је даван палатински статус са неким војним и централним владиним функцијама које су биле поверене локалном племићу или бискупу. Последњи такав, палатински округ у Дараму, није изгубио овај посебан статус све до 19. века.
Иако је цела Енглеска била подељена на округе у време норманског освајања, неке грофовије су формиране знатно касније, све до 16. века. Због различитог порекла окрузи су се значајно разликовали по величини. Границе округа су биле прилично статичне између Закона у Велсу из 16. века и Закона о локалној управи из 1888. године. Свака област је била одговорна за прикупљање пореза за централну владу; за локалну одбрану; и за правосуђе, преко поротних судова.